# جون إليس (لاعب كرة قاعدة)
جون إليس (بالإنجليزية: John Ellis) هو لاعب كرة قاعدة أمريكي، ولد في 21 أغسطس 1948 في نيو لندن في الولايات المتحدة.

## وصلات خارجية
- جون إليس على موقع دوري كرة القاعدة الرئيسي (الإنجليزية)
- جون إليس على موقعبيزبول رفرنس.كوم (الدوري الرئيسي) (الإنجليزية)
- جون إليس على موقعبيزبول رفرنس.كوم (الدوري الثانوي) (الإنجليزية)